# Chamberino (Nuevo México)
Chamberino es un lugar designado por el censo ubicado en el condado de Doña Ana en el estado estadounidense de Nuevo México. En el Censo de 2010 tenía una población de 919 habitantes y una densidad poblacional de 116,07 personas por km².

## Geografía
Chamberino se encuentra ubicado en las coordenadas 32°2′11″N 106°40′40″O / 32.03639, -106.67778. Según la Oficina del Censo de los Estados Unidos, Chamberino tiene una superficie total de 7.92 km², de la cual 7.92 km² corresponden a tierra firme y (0%) 0 km² es agua.

## Demografía
Según el censo de 2010, había 919 personas residiendo en Chamberino. La densidad de población era de 116,07 hab./km². De los 919 habitantes, Chamberino estaba compuesto por el 73.67% blancos, el 0.11% eran afroamericanos, el 0.98% eran amerindios, el 0.33% eran asiáticos, el 0% eran isleños del Pacífico, el 22.52% eran de otras razas y el 2.39% pertenecían a dos o más razas. Del total de la población el 93.04% eran hispanos o latinos de cualquier raza.